# Coleoxestia striatepunctata
Coleoxestia striatepunctata es una especie de escarabajo longicornio del género Coleoxestia, tribu Cerambycini, subfamilia Cerambycinae. Fue descrita científicamente por Eya & Chemsak en 2005.

## Descripción
Mide 19-29 milímetros de longitud.

## Distribución
Se distribuye por Panamá.